# Rhododendron minutiflorum
Rhododendron minutiflorum är en ljungväxtart som beskrevs av Hu Hsien-Hsu. Rhododendron minutiflorum ingår i släktet rododendron, och familjen ljungväxter. Inga underarter finns listade i Catalogue of Life.